# والگرانا
والگرانا (به ایتالیایی: Valgrana) یک کومونه در ایتالیا است که در استان کونیو واقع شده‌است.

## خصوصیات
والگرانا ۲۳٫۱ کیلومترمربع مساحت و ۸۰۵ نفر جمعیت دارد و ۶۴۲ متر بالاتر از سطح دریا واقع شده‌است.